# Mare de Déu de la Misericòrdia de Perpinyà

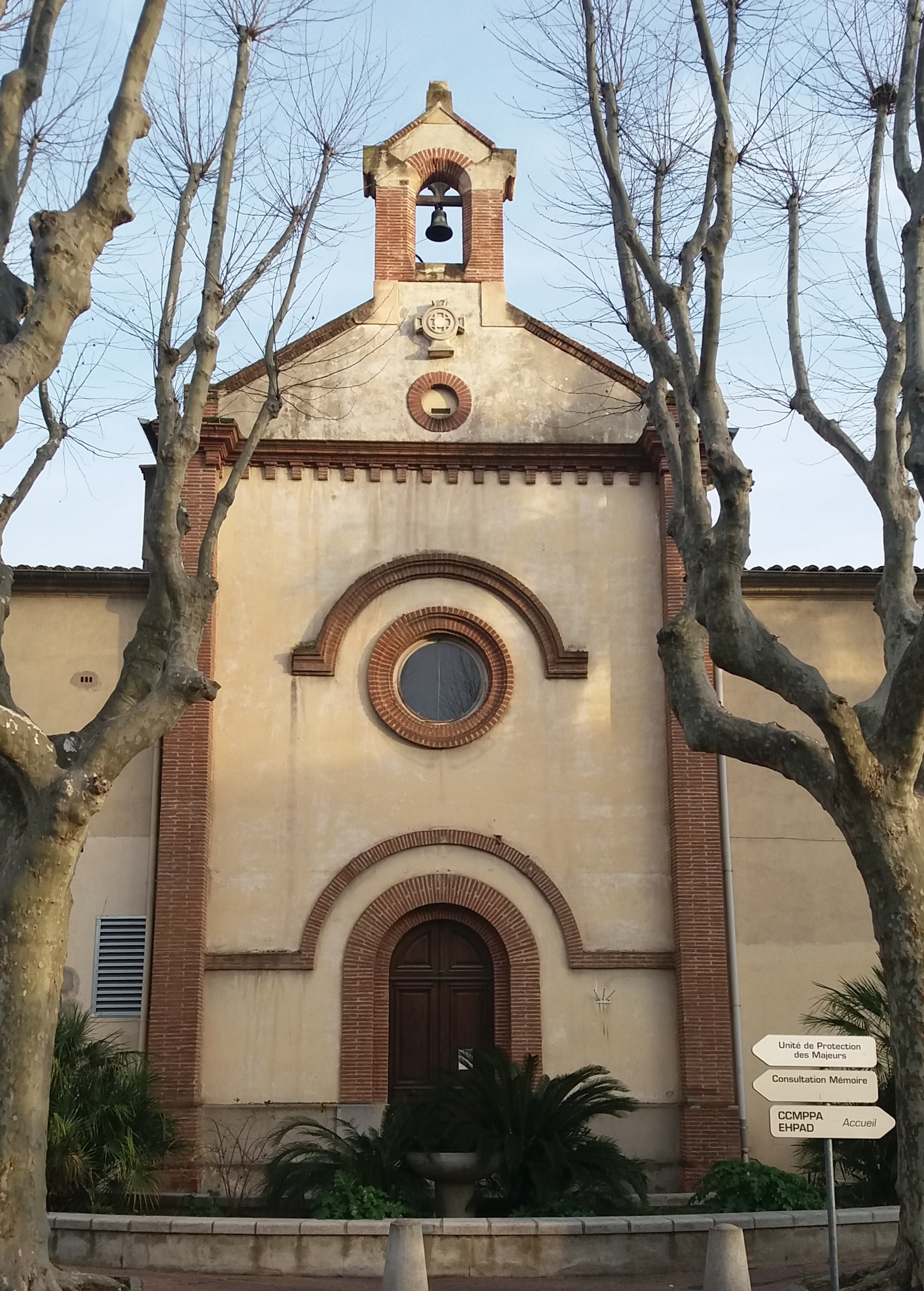
Imatge frontal de la façana

La Mare de Déu de l'Esperança de l'Hospital és la capella de l'antic Hospital de Sant Joan, de la ciutat de Perpinyà, a la comarca del Rosselló, de la Catalunya del Nord.
Està situada a la seu de l'hospital-asil de la Misericòrdia, situat a ponent del centre de la vila vella de Perpinyà, en el número 57 del carrer de Victor Dalbiez, del barri de Sant Martí.